# 「ノルマ」の回想
『「ノルマ」の回想』（―のかいそう、正式名称:"Reminiscences de Norma de Bellini"）S.394は、フランツ・リストが1841年に作曲したピアノ曲。プレイエルの社長カミーユ・プレイエルの妻で、リストと一時恋愛関係にあったマリー・プレイエル(ベルリオーズの元婚約者でもある)に献呈された。同年頃に作られた二台ピアノ用の編曲もある(S.655)。演奏時間は約18分。
ベッリーニのオペラ『ノルマ』の主題に基づく。演奏時間は15～18分程度で、ピアノ独奏曲の難曲として知られる。ヴィルトゥオーソとしてのリストを披露する為に作られたものの一つである。リストによれば、プレイエル夫人の要求によりジギスモント・タールベルク風のパッセージを多く盛り込んだという。

## 構成
リストが用いた主題は以下のとおり。
1. 「ノルマがやってくる」"Norma viene":第1幕第1場、ドルイド教徒の合唱
2. 「おおドルイド教徒たちよ、丘に登れ」"Ite sul colle，O Druidi!":同上、オヴェローソの独唱
3. 「予言の力で」"Dell’aura tua profetica":同上
4. 「ああ、あの子たちを犠牲にしないで」"Deh! non volerli vittime":第2幕第3場、ノルマ、オヴェローソ、ポリオーネおよび合唱
5. 「裏切られた心」"Qual cor tradisti":同上、ノルマ、ポリオーネ、オヴェローソおよび合唱
6. 「お父様、私は愛に負けたのです」"padre，tu piangi?":第2幕第3場、ノルマ、ポリオーネ、オヴェローソおよび合唱
7. 「戦争だ、戦争だ!」"Guerra! Guerra!":第2幕第2場、ノルマとドルイド教徒の合唱

第1幕第1場および第2幕第2・3場、つまりオペラの始めと終わりの主題のみが使われている。また、「ノルマ」の名アリア『清らかな女神よ』（1.の後に登場する）などの、ピアノでは再現が困難と思われるアリアは使われていないのが特徴（使われているのはほとんどが合唱及び重唱である）。
演奏においては、クライマックスとなる「戦争だ!」の旋律を出した後、2回複雑に変奏して演奏する部分が特に難しく、テンポ通りに演奏できるピアニストは数少ない。
二台ピアノ版はカットが多く（例として、「戦争だ!」の旋律は1回しか変奏されない）、演奏時間は約11分と短くなっている。